# Skraupova syntéza
Skraupova syntéza je chemická reakce používaná k syntéze chinolinu. Je pojmenovaná podle rakousko-českého chemika Zdenka Hanse Skraupa (1850-1910).
V typické Skraupově syntéze je anilin zahříván společně s kyselinou sírovou, glycerolem a oxidačním činidlem, jako je nitrobenzen, a následně vzniká chinolin.
U tohoto příkladu slouží nitrobenzen jako rozpouštědlo a oxidační činidlo. Reakce je velmi bouřlivá a provádí se za přítomnosti síranu železnatého. Místo nitrobenzenu může být použita kyselina trihydrogenarseničná, avšak reakce s nitrobenzenem bývají mírnější a bezpečnější.

## Reakční mechanismus
Po zahřátí anilinu s kyselinou sírovou, glycerolem a oxidačním činidlem dochází k adici aminu na aldehyd nebo keton.